# Hemibungarus mcclungi
Hemibungarus mcclungi — вид змій родини аспідових (Elapidae). Ендемік Філіппін.

## Поширення і екологія
Hemibungarus mcclungi мешкають в деяких районах острова Лусон та на островах Катандуанес і Полілло. Вони живуть у вологих тропічних лісах, на плантаціях і полях.